# Tomislav Marković
Tomislav Marković (31. siječnja 1986.) je hrvatski gimnastičarski reprezentativac i član  GD Osijek Žito iz Osijeka. Natječe se u vježbama na tlu.
Gimnastikom se bavi od četvrte godine.

## Športska karijera
Svjetske liste:
- 2013.:
- 2012.:
- 2011.:
- 2010.: 5. (vježbe na tlu)
- 2009.: 2. (vježbe na tlu), sudjelovao na osam od devet finala svjetskih kupova[2]

## Športski uspjesi
- 2013.: srebro na Svjetskom gimnastičkom kupu u Dohi (vježba na tlu)[3]
- 2012.: bronca na Svjetskom gimnastičkom kupu u Cottbusu (vježba na tlu)[4]
- 2011.: srebro na Svjetskom gimnastičkom kupu u Cottbusu
- 2010.: bronca na Svjetskom gimnastičkom kupu u Ghentu
- 2010.: zlato na Svjetskom gimnastičkom kupu u Osijeku (vježba na tlu) (unatoč ozljedi Ahilove tetive)[2]
- 2009.: srebro na Svjetskom gimnastičkom kupu u Osijeku
- 2009.: zlato na Svjetskom gimnastičkom kupu u Dohi
- 2009.: bronca na Svjetskom gimnastičkom kupu u Cottbusu
- 2009.: 6. na Mediteranskim igrama u Pescari
- 2009.: 9. na Europskom prvenstvu u Milanu
- 2008.: bronca na Svjetskom gimnastičkom kupu u Dohi
- 2008.: zlato na Svjetskom gimnastičkom kupu u Ostravi
- 2007.: zlato na Svjetskom gimnastičkom kupu u Ostravi 2007.[2]

## Sudjelovanja na velikim natjecanjima
- europska prvenstva

- svjetska prvenstva

Sudionik svjetskog prvenstva koje se je održalo od 16. do 24. kolovoza 2003. godine u Anaheimu, SAD.
Sudionik svjetskog prvenstva koje se je održalo od 13. do 18. listopada 2009. godine u Londonu.
Sudionik svjetskog prvenstva koje se je održalo od 30. rujna do 6. listopada 2013. godine u Antwerpenu.
- Olimpijske igre